# Sebők János (újságíró)
Sebők János (Kunszentmárton, 1951. július 11. – Budapest, 2013. április 20.) magyar közgazdász, újságíró, könnyűzenei szakíró.

## Pályafutása
Az 1980-as években a Világ Ifjúsága című lap munkatársa és rovatvezetője volt. Az 1990-es évek elején főszerkesztő-helyettese volt a Popcorn, a 100×Szép és Top Gun magazinoknak. 2000 és 2003 között főszerkesztőként dolgozott a Zene.net és a She.hu portáloknál. Utolsó éveiben a Népszabadságban, a HVG-ben és a Hvg.hu-n jelentek meg cikkei.

## Könyvei
- A Beatlestől az Új Hullámig. A rock a hetvenes években (Zeneműkiadó, 1981)
- Rock évkönyv; szerk. Sebők János; Zeneműkiadó, Bp., 1982
- Magya-rock 1. kötet: a beat-hippi jelenség, 1958-1973 (Zeneműkiadó, 1983)
- Magya-rock 2. kötet: a beat-hippi jelenség, 1973-1983 (Zeneműkiadó, 1984)
- Kapuvári Gábor–Sebők Jánosː Queen; Zeneműkiadó, Bp., 1986 (Csillagkönyvek)
- Kapuvári Gábor–Sebők Jánosː Deep Purple; Zeneműkiadó, Bp., 1987 (Csillagkönyvek)
- Könnyűzenei lexikon; szerk. Sebők János, Szabó Béla; IPV, Bp., 1987
- A daltulajdonos; Múzsák, Bp., 1988 (Dinnyés Józsefről)
- Popsikerek '88; szerk. Sebők János; Laude, Bp., 1988
- Samantha, Sandra, Sabrina. Pamlagcicák és szexbombák a rockpiacon; szerk. Sebők János; Laude, Bp., 1988
- Rock a vasfüggöny mögött. Hatalom és ifjúsági zene a Kádár-korszakban; GM, Bp., 2002 (Világkép & kultúra sorozat)
- A titkos alku. Zsidókat a függetlenségért. Horthy és a holokauszt; szerzői, Bp., 2004
- Jávorszky Béla Szilárd–Sebők Jánosː A magyarock története, 1-2.; Népszabadság Könyvek, Bp., 2005–2006 
  - A beatkezdetektől a kemény rockig; 2005 + CD-ROM
  - Az újhullámtól az elektronikáig; 2006
- Jávorszky Béla Szilárd–Sebők Jánosː A rock története, 1–3.; Glória, Bp., 2005–2015
  - 1. 50–60-es évek; 2005
  - 2. 70-évek; 2007
  - 3. 80-as évek; 2015
- A Dakota-ház fantomja. John Lennon eltitkolt élete és halála. Az amerikai évek; Népszabadság Könyvek, Bp., 2005
- Az ítélet napja Nürnberg, 1946. Hóhérkötél vagy ciánkapszula?; Népszabadság Könyvek, Bp., 2006
- The Rolling Stones. A nagy durranás Budapest, 2007; szerk. Sebők János; Népszabadság, Bp., 2007
- A harmadik világháború – mítosz vagy realitás? (Népszabadság Zrt., 2007)
- Woodstock népe. Nem képzelt riport egy amerikai popfesztiválról  legenda és a tények; Népszabadság, Bp., 2009 ISBN 9789639709812
- Az utolsó dalt a halál játssza. A rocktörténet legbizarrabb bűnesetei, rejtélyei; Sebők János; Népszabadság Könyvek, Bp., 2009
- Jávorszky Béla Szilárd–Sebők János: A magyarock története; átdolg., bőv. kiad.; Kossuth, Bp., 2019–
  - 1. 60-70-es évek; 2019
  - 2. 80-90-es évek; 2020
- Rock a vasfüggöny mögött (2002)